# يوهان أويلر
يوهان أويلر (بالروسية: Эйлер, Иоганн Альбрехт)‏ (و. 1734 – 1800 م) هو رياضياتي، وعالم فلك، وفيزيائي من الإمبراطورية الروسية . ولد في سانت بطرسبرغ. وكان عضواً في الأكاديمية البروسية للعلوم، والأكاديمية الروسية للعلوم، والأكاديمية الملكية السويدية للعلوم .
توفي في سانت بطرسبرغ، عن عمر يناهز 66 عاماً.

## جوائز
حصل على جوائز منها:
- وسام القديس فلاديمير من الدرجة الرابعة  [لغات أخرى]‏.